# Руднище (Лельчицкий район)
Руднище (бел. Руднішча) — деревня в Боровском сельсовете Лельчицкого района Гомельской области Белоруссии.
На западе урочище Макеевы Горы.

## География

### Расположение
В 28 км на юго-запад от Лельчиц, 73 км от железнодорожной станции Мозырь (на линии Лунинец — Калинковичи), 232 км от Гомеля, 2,5 км от границы с Украиной.

### Гидрография
Рядом река Свидовец (приток река Лохница).

## Транспортная сеть
Транспортные связи по просёлочной, затем автомобильной дороге Глушковичи — Лельчицы. Планировка состоит из 2 коротких улиц, ориентированных с юго-запада на северо-восток. Застроена двусторонне деревянными домами усадебного типа.

## История
Согласно письменным источникам известна с XIX века как селение в Лельчицкой волости Мозырского уезда Минской губернии. В 1931 году организован колхоз. Во время Великой Отечественной войны в сентябре 1943 года оккупанты сожгли деревню и убили 8 жителей. Согласно переписи 1959 года в составе колхоза «Звезда» (центр — деревня Боровое), располагались начальная школа, библиотека, фельдшерско-акушерский пункт.

## Население

### Численность
- 2004 год — 31 хозяйство, 72 жителя.

### Динамика
- 1835 год — 10 дворов, 95 жителей.
- 1897 год — 13 дворов (согласно переписи).
- 1908 год — 16 дворов, 123 жителя.
- 1917 год — 162 жителя.
- 1925 год — 38 дворов.
- 1940 год — 46 дворов, 247 жителей.
- 1959 год — 266 жителей (согласно переписи).
- 2004 год — 31 хозяйство, 72 жителя.